# Lukianos của Samosata
Lucianus xứ Samosata (tiếng Hy Lạp cổ: Λουκιανὸς ὁ Σαμοσατεύς, tiếng Latinh: Lucianus Samosatensis; khoảng 125 s.CN – sau 180 s.CN) là một nhà tu từ học và nhà trào phúng với các sáng tác bằng tiếng Hy Lạp. Ông được nhớ đến bằng óc trào lộng và sự dí dỏm của mình. Mặc dù viết bài bằng tiếng Hy Lạp, ông thực ra là một người Assyria.